# Colonie tibétaine de Bir
La colonie tibétaine de Bir est un camp de réfugiés tibétains dans le village de Chowgan adjacent au village de Bir, au nord de l'Inde dans l'État de l'Himachal Pradesh.
La colonie tibétaine de Bir fut établie au début des années 1960 par Chokling Rinpoche à la suite de l'exil du quatorzième Dalaï Lama et d'autres réfugiés venant du Tibet.
Cette colonie, ainsi que le village de Bir, comporte de nombreux monastères tibétains, les écoles Nyingma, Karma Kagyu et Sakya, un centre artisanal, une clinique, une école pour enfants (Suja) ainsi que des instituts médicaux et astronomiques qui leur sont dédiés. 
L'institut Deer Park est situé à l'intérieur du camp qui abrite aussi de nombreux restaurants, magasins, cafés et maisons d'invités.

## Géographie
La colonie tibétaine de Bir est située dans la moitié ouest du village de Chowgan, à la limite sud-ouest de la ville de Bir, dans le Tehsil (subdivision administrative) de Baijnath, dans le District de Kangra, à l'intérieur de l'État indien de l'Himachal Pradesh.

## Population
La population de la colonie est principalement composée de réfugiés tibétains mais aussi de quelques familles indiennes ainsi qu'une petite communauté d'expatriés internationaux à long terme et des visiteurs. La majorité de la population de Bir est principalement indienne. Les réfugiés du camp viennent majoritairement du Kham, au sud-est du Tibet. La plupart de cette colonie est née et a grandi dans ce camp, en Inde, ce qui a diversifié le camp composé anciennement que de réfugiés Tibétains.

## Institutions et attractions

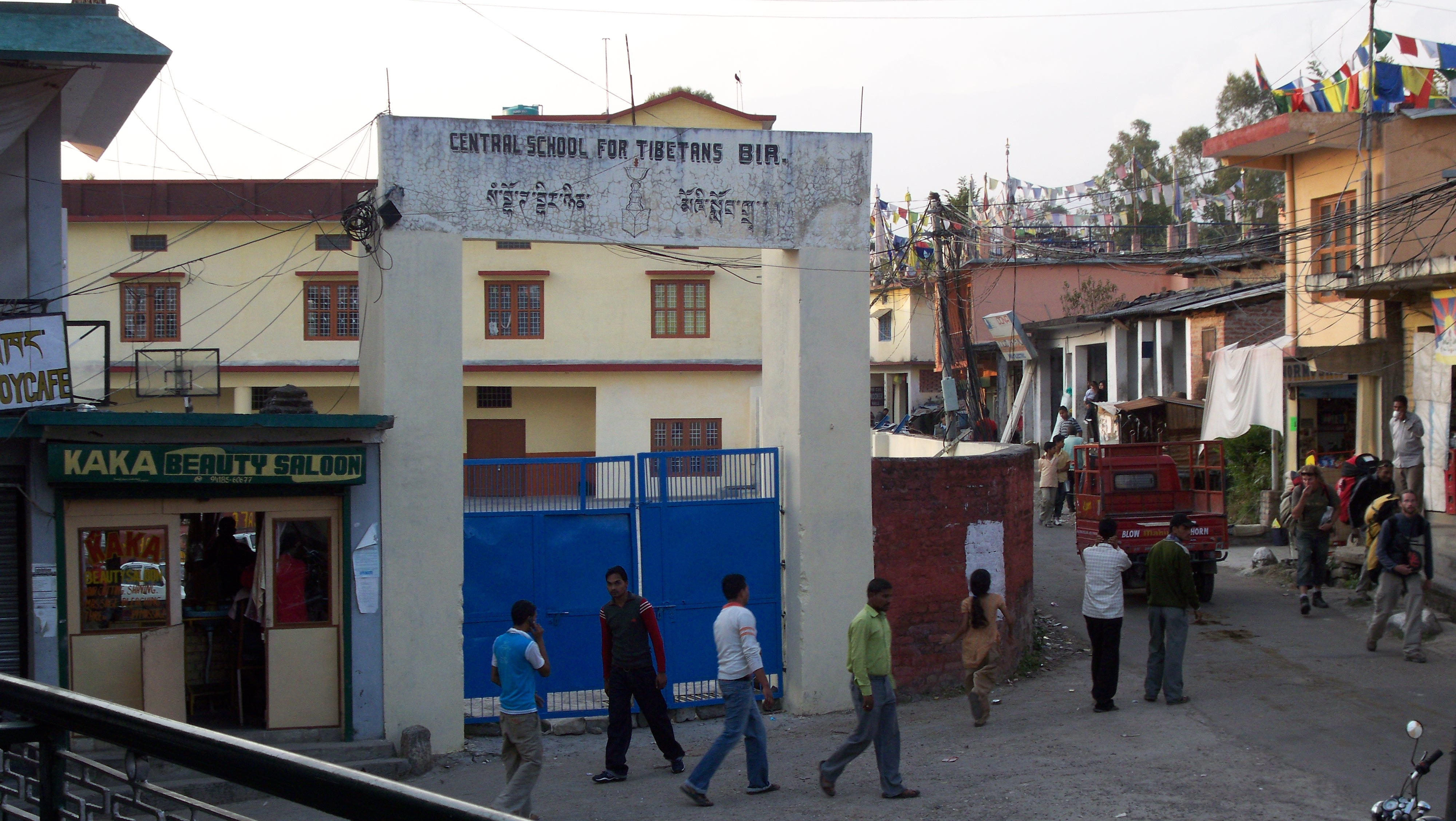
L'école centrale dans une des rues principales du village de Chowgan.

De nombreuses institutions de Bir attirent des touristes, étudiants, bénévoles et des visiteurs venant de toute l'Inde et du  monde entier.
Le monastère de Palyul abrite l'école Nyingma. Penor Rinpoché habitat dans cette colonie ainsi que Ringou Tulkou Rimpotché.
Il y a aussi Chokling Gompa qui est le monastère de Neten Chockling Rinpoché, le lama réincarné de la tradition de Nyingma ainsi que le réalisateur du film Milarépa : La Voie du bonheur en 2006. Ce monastère est un endroit d'un grand intérêt architectural, avec une grande salle de prière et un pittoresque stupa.
Dharmalaya, une société caritative (ONG) établie à Bir se consacre à l'éducation, le service et la compassion,

## Culture populaire
Bir fut le lieu où  se passe le film de Khyentse Norbu, La Coupe (Phörpa) (1999), basé sur des événements qui prirent place à Bir durant la coupe du monde de 1998. Le film est en rapport avec la colonie tibétaine de Bir.